# الطاقة الحيوية الناتجة عن احتجاز ثنائي أكسيد الكربون وتخزينه

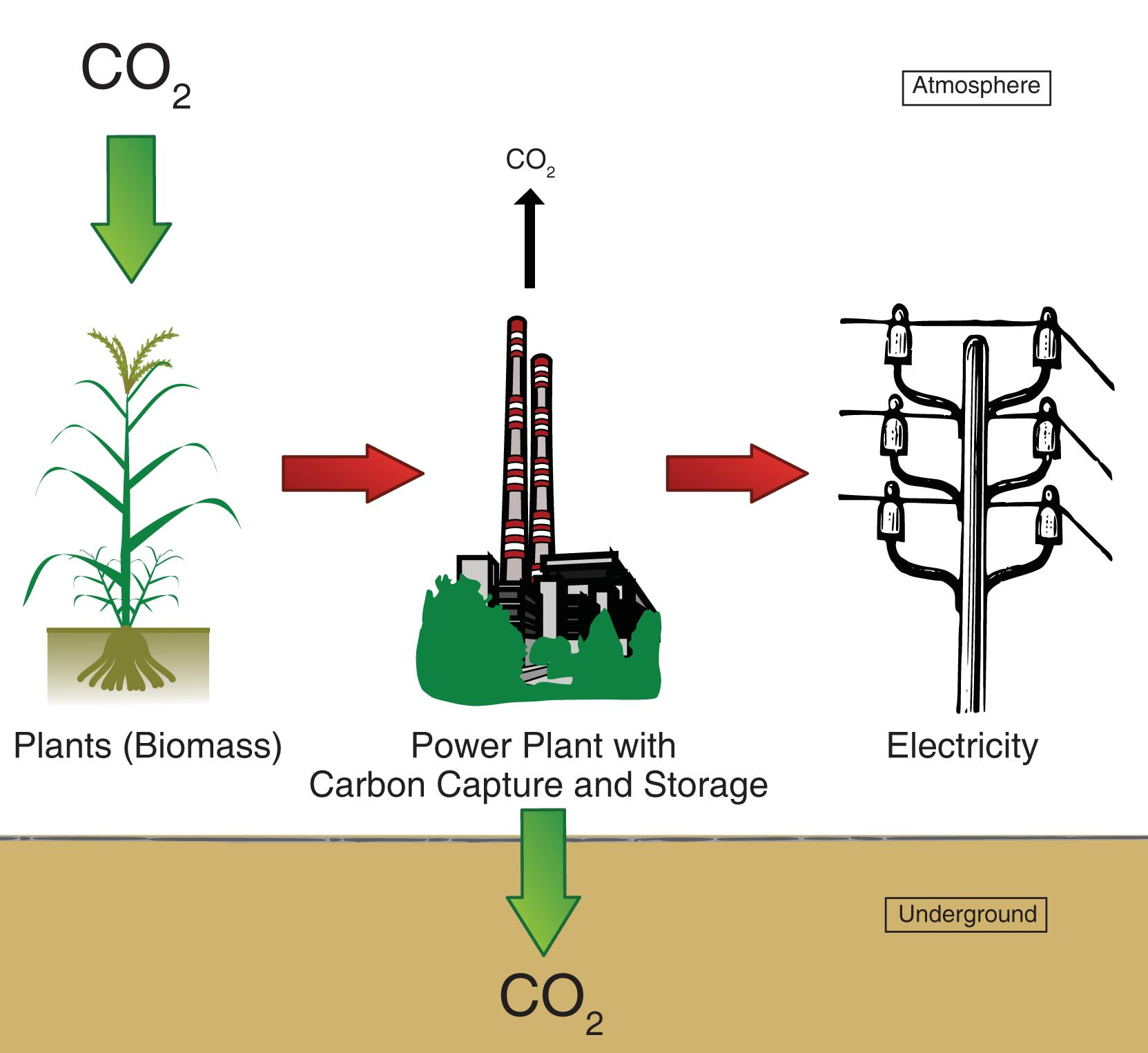
مخطط محطة الطاقة الحيوية مع احتجاز الكربون وتخزينه: حل مبتكر للحد من انبعاثات الكربون

الطاقة الحيوية الناتجة عن احتجاز ثنائي أكسيد الكربون وتخزينه (بي إي سي سي إس)، وهي عملية استخراج الطاقة الحيوية من الكتلة الحيوية واحتجاز الكربون وتخزينه، وبالتالي إزالته من الغلاف الجوي. يأتي الكربون في الكتلة الحيوية من ثاني أكسيد الكربون الناتج عن الغازات الدفيئة (CO2)، والذي يُستخرج من الغلاف الجوي عندما تنمو الكتلة الحيوية. تُستخرج الطاقة بأشكال مفيدة (الكهرباء والحرارة والوقود الحيوي، وما إلى ذلك) إذ يُستفاد من الكتلة الحيوية من خلال الاحتراق أو التخمير أو التحلل الحراري أو طرق التحويل الأخرى. يُحول بعض الكربون في الكتلة الحيوية إلى ثاني أكسيد الكربون أو الفحم الحيوي الذي يمكن تخزينه بعد ذلك عن طريق العزل الجيولوجي أو التطبيقات الأرضة، تباعًا، ما يتيح إزالة ثنائي أكسيد الكربون ويجعل (بي إي سي سي إس) تقنية انبعاثات سلبية.
يقترح تقرير التقييم الخامس للجنة الدولية للتغيرات المناخية الذي أعدته اللجنة الدولية للتغيرات المناخية (آي بّي سي سي) مجموعة محتملة من الانبعاثات السلبية الناتجة عن (بي إي سي سي إس) تتراوح من 0 وحتى 22 غيغا طن في السنة. استخدمت خمسة مرافق حول العالم اعتبارًا من عام 2019 تقنيات (بي إي سي سي إس) بنشاط، وكانت تلتقط نحو 1.5 مليون طنًا سنويًا من ثنائي أكسيد الكربون. يتقيد الانتشار الواسع لـ (بي إي سي سي إس) بتكلفة وتوافر الكتلة الحيوية.

## الانبعاث السلبي
تتمثل الدعوة الرئيسية لـ (بي إي سي سي إس) في قدرتها على إحداث انبعاثات سلبية لثنائي أكسيد الكربون. يزيل احتجاز ثنائي أكسيد الكربون من مصادر الطاقة الحيوية ثاني أكسيد الكربون من الغلاف الجوي بشكل فعال.
تُستمد الطاقة الحيوية من الكتلة الحيوية التي تُعتبر مصدر للطاقة المتجددة وتعمل بمثابة بالوعة للكربون أثناء نموها. تُعيد إطلاق الكتلة الحيوية التي تُحرق أو تُعالج ثاني أكسيد الكربون في الغلاف الجوي أثناء العمليات الصناعية، وبالتالي فإن العملية تنتج صافي انبعاثات صفرية من ثاني أكسيد الكربون، على الرغم من أنه من الممكن أن يكون جرى تعديله بشكل إيجابي أو سلبي اعتمادًا على انبعاثات الكربون المرتبطة بنمو الكتلة الحيوية ونقلها ومعالجتها. تعمل تقنية احتجاز الكربون وتخزينه (سي سي إس) على اعتراض إطلاق ثاني أكسيد الكربون في الغلاف الجوي وإعادة توجيهه إلى مواقع التخزين الجيولوجي. لا يُطلق ثنائي أكسيد الكربون مع مصدر الكتلة الحيوية فقط من محطات الطاقة التي تعمل بالكتلة الحيوية، ولكن أيضًا أثناء إنتاج اللب المستخدم في صناعة الورق وفي إنتاج الوقود الحيوي مثل الغاز الحيوي والإيثانول الحيوي. يمكن أيضًا استخدام تقنية (بي إي سي سي إس) في مثل هذه العمليات الصناعية.
تحجز تقنيات (بي إي سي سي إس) ثنائي أكسيد الكربون في التكوينات الجيولوجية بطريقة شبه دائمة، بينما تخزن الشجرة الكربون الخاص بها فقط خلال فترة حياتها. توقع تقرير اللجنة الدولية للتغيرات المناخية بشأن تكنولوجيا احتجاز ثاني أكسيد الكربون وتخزينه أن أكثر من 99 % من ثنائي أكسيد الكربون المخزن عبر العزل الجيولوجي من المرجح أن يظل في مكانه لأكثر من 1000 عام. قد تنطوي الأنواع الأخرى من مصارف الكربون مثل المحيط والأشجار والتربة على خطر حلقات التغذية الراجعة السلبية في درجات الحرارة المتزايدة، فمن المرجح أن توفر تقنية (بي إي سي سي إس) ديمومة أفضل من خلال تخزين ثاني أكسيد الكربون في التكوينات الجيولوجية.
أطلقت العمليات الصناعية الكثير من ثنائي أكسيد الكربون ليُحتجز بواسطة المصارف التقليدية مثل الأشجار والتربة للوصول إلى أهداف منخفضة الانبعاثات. ستكون هناك انبعاثات إضافية كبيرة خلال هذا القرن بالإضافة إلى الانبعاثات المتراكمة حاليًا، حتى في أكثر سيناريوهات الانبعاثات المنخفضة طموحًا، ولذلك اقتُرحت (بي إي سي سي إس) بمثابة تقنية لعكس اتجاه الانبعاثات وإنشاء نظام عالمي لصافي الانبعاثات السلبية. وهذا يعني أن الانبعاثات لن تكون صفرًا فحسب، بل سلبية أيضًا، إذ لا يجري تقليل الانبعاثات فحسب، بل سيجري تقليل الكمية المطلقة من ثنائي أكسيد الكربون في الغلاف الجوي.

## التحديات

### الاعتبارات البيئية
تُماثل بعض الاعتبارات البيئية وغيرها من المخاوف المتعلقة بالتنفيذ الواسع النطاق لـ (بي إي سي سي إس) تلك الموجودة في احتجاز ثاني أكسيد الكربون وتخزينه. ومع ذلك، يُوجه الكثير من النقد تجاه احتجاز ثاني أكسيد الكربون وتخزينه لأنه قد يعزز الاعتماد على الوقود الأحفوري القابل للنفاد وتعدين الفحم الغازي بيئيًا. لا تواجه (بي إي سي سي إس) القضية نفسها، نظرًا لاعتمادها على الكتلة الحيوية المتجددة. ومع ذلك، هناك اعتبارات أخرى تشمل (بي إي سي سي إس)، وتتعلق هذه الاعتبارات بالاستخدام المتزايد المحتمل للوقود الحيوي. يخضع إنتاج الكتلة الحيوية لمجموعة من قيود الاستدامة، مثل: ندرة الأراضي الصالحة للزراعة والمياه العذبة، وفقدان التنوع الحيوي، والمنافسة على إنتاج الغذاء، وإزالة الغابات وندرة الفوسفور. من المهم التأكد من استخدام الكتلة الحيوية بطريقة تزيد من فوائد الطاقة والمناخ. كان هناك انتقادات لبعض سيناريوهات نشر (بي إي سي سي إس) المقترحة، حيث سيكون هناك اعتماد كبير جدًا على زيادة مدخلات الكتلة الحيوية.
سوف تكون هناك حاجة لمساحات كبيرة من الأرض لتشغيل (بي إي سي سي إس) على النطاق الصناعي. ستصل الحاجة إلى 300 مليون هكتار من مساحة الأرض (أكبر من الهند) لإزالة 10 مليارات طن من ثاني أكسيد الكربون. ونتيجة لذلك، فإن (بي إي سي سي إس) تخاطر باستخدام الأراضي التي يمكن أن تكون أكثر ملاءمة للزراعة وإنتاج الغذاء، وخاصة في البلدان النامية.
قد يكون لهذه الأنظمة آثار جانبية سلبية أخرى. ومع ذلك، لا توجد حاجة حاليًا لتوسيع استخدام الوقود الحيوي في تطبيقات الطاقة أو الصناعة للسماح بنشر (بي إي سي سي إس). هناك بالفعل انبعاثات كبيرة اليوم من المصادر الثابتة لثنائي أكسيد الكربون المشتق من الكتلة الحيوية، والتي يمكن استخدامها في (بي إي سي سي إس). على الرغم من أنه في سيناريوهات تطوير نظام الطاقة الحيوية المستقبلية المحتملة قد يكون هذا اعتبارًا مهمًا.
يتطلب رفع مستوى (بي إي سي سي إس) إمدادًا مستدامًا للكتلة الحيوية -مصدر لا يتحدى أرضنا ومياهنا وأمننا الغذائي. يُعد استخدام محاصيل الطاقة الحيوية بمثابة مواد وسيطة، فهو لن يسبب مخاوف تتعلق بالاستدامة فقط، بل سيتطلب أيضًا استخدام المزيد من الأسمدة التي تؤدي إلى تلوث التربة وتلوث المياه. علاوة على ذلك، ترتبط غلة المحاصيل بشكل عام بالظروف المناخية، إذ يمكن أن يكون من الصعب السيطرة على إمدادات المواد الأولية. يجب أن يتوسع قطاع الطاقة الحيوية أيضًا لتلبية مستوى إمداد الكتلة الحيوية. سيتطلب توسيع قطاع الطاقة الحيوية التنمية التقنية والاقتصادية وفقًا لذلك.